# 淀井敏夫
淀井 敏夫（よどい としお、1911年2月15日 - 2005年2月14日）は、日本の彫刻家。文化勲章受章者。
削げたような形態と岩のような質感のユニークな作品で知られる。
兵庫県朝来市生まれ。大阪市立工芸学校を経て東京美術学校彫刻科卒業後、主に二科会を舞台にして、心棒に石膏を直付けする独自の技法で対象を叙情的に表現した具象彫刻を発表。大阪市立工芸学校教諭、東京芸術大学教授・美術学部長を務めた。

## 略歴
- 1911年 - 兵庫県朝来郡朝来町佐中に生まれる
- 1948年 - 「老人胸像」で、二科展特別賞受賞
- 1965年 - 東京芸術大学教授就任
- 1972年 - 第1回平櫛田中賞受賞
- 1973年 - 「砂とロバと少年」で、内閣総理大臣賞受賞
- 1977年 - 「ローマの公園」で、日本芸術院賞受賞[1]
- 1978年 - 長野市野外彫刻賞受賞
- 1982年 - 日本芸術院会員
- 1994年 - 文化功労者。朝来町名誉町民
- 1998年 - 二科会理事長
- 1999年 - あさご芸術の森美術館に「淀井敏夫記念館」開館
- 2001年 - 文化勲章受章[2]

## 作品
- 波・群（1959年）　東京藝術大学大学美術館
- 聖マントヒヒ（1966年）　東京国立近代美術館
- 放つ（1969年）　兵庫県立美術館
- ナイルたそがれ（1976年）　兵庫県立美術館
- ローマの公園（1976年）　秋田県立近代美術館、神戸市中央区・海岸線プロムナード
- 渚（1978年）　あさご芸術の森美術館
- 海の鳥と少年（1981年）　世田谷美術館
- 渚（1987年）　徳島県立近代美術館
- 雲と樹、渡り鳥」（1991年）　倉吉博物館
- エビタウロス追想　東京都庁
- 足をのばした幼いキリン　兵庫県公館

## 個人美術館
- あさご芸術の森美術館　淀井敏夫記念館